# Jarmo Laitinen
Jarmo Laitinen, né le 20 juin 1954, à Helsinki, en Finlande, est un ancien joueur et entraîneur finlandais de basket-ball.